# Liste der Kulturdenkmäler in Frankfurt-Bahnhofsviertel
In der Liste der Kulturdenkmäler in Frankfurt-Bahnhofsviertel sind alle Kulturdenkmäler im Sinne des Hessischen Denkmalschutzgesetzes in Frankfurt-Bahnhofsviertel, einem Stadtteil von Frankfurt am Main aufgelistet.
Grundlage ist die Denkmaltopographie aus dem Jahre 1994, die zuletzt 2000 durch einen Nachtragsband ergänzt wurde. Zusätzlich wird auf die 2008 erschienene Ausgabe des Handbuchs der Deutschen Kunstdenkmäler für den Regierungsbezirk Darmstadt zurückgegriffen, sofern dort aktuellere oder zusätzliche Informationen vorhanden sind. In der Denkmaltopographie überwiegend abgekürzte Namen von Architekten, Baumeistern und Künstlern sind, soweit möglich, nach der unter dem Abschnitt Werke zu Architekten und Künstlern genannten Literatur aufgelöst.
Laut des vom „Stadtplanungsamt Frankfurt am Main“ veröffentlichten Stadtplans gehört das Areal zwischen Düsseldorfer Straße und Hafenstraße, und somit auch die Poststraße und der westliche Teil der Niddastraße, zum Stadtteil Gallus. In der Denkmaltopographie von Schomann/Rödel/Kaiser (2. Aufl., 1994) heißt es dagegen auf Seite 515: „Der eigentliche Ansatz zwischen Düsseldorfer Straße und Hafenstraße ist städtebaulich wie historisch als Teil des Bahnhofsviertels zu werten und daher diesem zugeordnet.“ Daher wurden auch hier vier denkmalgeschützte Gebäude, die sich in dem genannten Areal befinden, der „Liste der Kulturdenkmäler in Frankfurt-Bahnhofsviertel“ zugeordnet. Gleiches gilt für den Hauptbahnhof, dessen Areal einschließlich des denkmalgeschützten Stellwerks ebenfalls zum Stadtteil Gallus gehört.

## Kulturdenkmäler in Frankfurt-Bahnhofsviertel
| Bild                                                                | Bezeichnung                                   | Lage | Beschreibung | Bauzeit                                                                                | Daten |
| ------------------------------------------------------------------- | --------------------------------------------- | --- | --- | -------------------------------------------------------------------------------------- | ----- |
| weitere Bilder                                                      | Hauptbahnhof                                  | Am Hauptbahnhof 3, Am Hauptbahnhof 5, Am Hauptbahnhof 7, Am Hauptbahnhof 9, Am Hauptbahnhof 11, Am Hauptbahnhof 13, Mannheimer Straße 2, Mannheimer Straße 4, Mannheimer Straße 6, Poststraße 1, Poststraße 3, Poststraße 5, Poststraße 7 LageFlur: 213, Flurstück: 3/9 | Ehemals größte Eisenbahnstation des europäischen Kontinents. Das symmetrische Empfangsgebäude besteht aus drei Flügeln und wurde von Hermann Eggert aus gelbem Sandstein im Stil der Neorenaissance entworfen. Die dreischiffige Halle für 18 Gleise entstand nach Plänen des Bauingenieurs Johann Wilhelm Schwedler. Auf dem Empfangsgebäude findet sich die Figurengruppe „Atlas, die Erdkugel tragend, unterstützt von Dampf und Elektrizität“, die von Gustav Herold entworfen wurde. Für weitere sechs Gleise wurde die dreischiffige Halle um zusätzliche Außenschiffe neoklassizistisch erweitert. | 1883–88, Erweiterung 1912–24                                                           |       |
| weitere Bilder                                                      | Stellwerk                                     | ca. 166 m vorm Ende der Überdachung des Hauptbahnhofs an Gleis 9 LageFlur: 213, Flurstück: 3/9 | Modernes, turmähnliches Gebäude von 1952 innerhalb des Gleisfeldes (an Gleis 9 - als Ersatz einer Signalbrücke von 1888) mit gerundetem, verkacheltem Schaft und ausgekragtem, ringsum verglastem Abschlussgeschoss (Höhe 22 m); Schalttechnik und -tafeln z. T. original (Veränderungen und Erweiterungen ab 1957). | 1952 (als Ersatz einer Signalbrücke von 1888), Veränderungen und Erweiterungen ab 1957 |       |
| Am Hauptbahnhof 8 / Kaiserstraße 81 (Haus Austria)                  | Haus Austria                                  | Am Hauptbahnhof 8 (= Kaiserstraße 81) Lage | Repräsentatives Geschäftshaus für den Bauunternehmer Louis Greb nach Entwurf von Alfred Christian Günther; symmetrische Steinfassaden mit Anklängen an Renaissance und Klassizismus, ursprünglich durch Eckkuppel zentriert. | 1899                                                                                   |       |
| Am Hauptbahnhof 10 / Kaiserstraße 76 (Englischer Hof)               | Englischer Hof                                | Am Hauptbahnhof 10 (= Kaiserstraße 76) Lage | Geschäftshaus (ursprünglich Hotel) für den Bauunternehmer Carl C. Junior nach Entwurf von Wilhelm Müller d. Ä. hinter plastisch gegliederten Steinfassaden des Neobarock, ehemals mit Mansarddächern und Eckkuppel; allegorische Portalskulpturen, nobles Treppenhaus. | 1903                                                                                   |       |
| Am Hauptbahnhof 12 / Taunusstraße 49 (Merkurhaus)                   | Merkurbau                                     | Am Hauptbahnhof 12 (= Taunusstraße 49) Lage | Geschäftshaus für den Bauunternehmer Carl C. Junior nach Entwurf von Wilhelm Müller d. Ä. mit neoklassizistischen Steinfronten, ehemals mit Mansarddächern, Giebeln und Eckkuppel; über dem Portal allegorische Skulpturen. | 1908                                                                                   |       |
| Düsseldorfer Straße 1-7                                             | Hotel Hohenzollern Office Building            | Düsseldorfer Str. 1-7 Lage | Geschäftshaus von 1915 nach Entwurf von W. Fischer & W. Müller als neoklassizistische Dreiflügelanlage mit übergiebelten bzw. überkuppelten Steinfassaden. Von 1917 bis 1919 wurde das Gebäude unter dem Namen „Hotel Hohenzollern“ geführt. Nach Abdankung des Hohenzollern-Kaisers Wilhelm II. und Gründung der Weimarer Republik trug das Gebäude ab dem Jahr 1920 den Namen „Hotel Excelsior“. Es standen 300 Hotelbetten zur Verfügung. | 1915-1916                                                                              |       |
| Elbestraße 1 (Gutleutstraße 30)                                     |                                               | Elbestraße 1 (= Gutleutstraße 30) Lage | Geschäftshaus nach Entwurf von Julius Lönholdt, erbaut durch die (eigene) AG für Bauausführungen hinter gelblichen Sandsteinfassaden im Dekor von Neoromanik und Jugendstil, reiche Portalplastik. | 1907                                                                                   |       |
| Elbestraße 10                                                       |                                               | Elbestraße 10 Lage | Mietshaus mit axialsymmetrischer Steinfassade in gotisierenden Formen. | 1910                                                                                   |       |
| Elbestraße 12                                                       |                                               | Elbestraße 12 Lage | Mietshaus für den Bauunternehmer Leonhard Kretzer nach Entwurf von Friedrich Koch mit axialsymmetrischer Neurenaissancefront aus rotem Sandstein. | 1897                                                                                   |       |
| Elbestraße 14                                                       |                                               | Elbestraße 14 Lage | wie Elbestraße 12. | 1897                                                                                   |       |
| Elbestraße 15                                                       |                                               | Elbestraße 15 (= Münchener Straße 30) Lage | Mietshaus für die eigene Baufirma nach Entwurf Carl von Kramers mit Eckgiebel zwischen gleichartigen Neurenaissancefronten. | 1895                                                                                   |       |
| Elbestraße 17/19                                                    |                                               | Elbestraße 17/19 Lage | Repräsentative Geschäftshäuser für die eigene Baufirma nach Entwurf Carl von Kramers hinter großzügig proportionierter Steinfassade der Neurenaissance mit dominierendem Giebel; Hermeskopf am Portal. | 1895                                                                                   |       |
| Elbestraße 18 (Münchener Straße 28)                                 |                                               | Elbestraße 18 (= Münchener Straße 28) Lage | Mietshaus für die Baufirma Heinrich Anthes & Sohn, errichtet durch die Baufirma Heinrich Anthes & Sohn nach Entwurf von Heinrich Anthes mit barockisierenden Steinfassaden und Eckgiebel. | 1896                                                                                   |       |
| Elbestraße 20/22                                                    |                                               | Elbestraße 20/22 Lage | Doppelhaus mit renaissancistischer Fassade. Elbestraße 22 nach Kriegsschäden vereinfacht. | 1893                                                                                   |       |
| Elbestraße 21 (Kaiserstraße 61)                                     |                                               | Elbestraße 21 (= Kaiserstraße 61) Lage | Repräsentatives Geschäftshaus für den Bauunternehmer Jacob Carl Junior nach Entwurf von Eugen Greiß mit plastisch in Stilformen aus Renaissance und Barock durchgestalteten Steinfassaden. | 1895                                                                                   |       |
| Elbestraße 24                                                       |                                               | Elbestraße 24 Lage | Mietshaus; ehemalige Neurenaissancefront infolge Kriegsschäden vereinfacht erneuert, in jüngerer Zeit frei vereinfacht rekonstruiert, dabei allerdings letzte verbliebene (nördliche) Achse mit bauzeitlichem Dekor entfernt. | 1893 / nach 1994 (Rekonstruktion)                                                      |       |
| Elbestraße 26 (mit 24 als Teil des Hotels)                          |                                               | Elbestraße 26 (= Kaiserstraße 59) Lage | Geschäftshaus nach Entwurf von Joseph Rindsfüßer & Martin Kühn mit hellen Steinfassaden der Neurenaissance; zentriert durch Eckerker und überkuppeltes Belvedere. | 1893                                                                                   |       |
| Elbestraße 28                                                       |                                               | Elbestraße 28 (= Kaiserstraße 56) Lage | Geschäftshaus für den Schneidermeister Wilhelm Franz nach Entwurf von Josef Rindsfüßer & Martin Kühn mit hellen Steinfassaden in derben Mischformen aus Mittelalter und Renaissance; Dächer, Giebel und Ecktürmchen vereinfacht, in jüngerer Zeit nahezu detailgetreu rekonstruiert. | 1900 (Kernbau) / 1995 (Rekonstruktion des Daches)                                      |       |
| Elbestraße 30/32                                                    |                                               | Elbestraße 30/32 Lage | Geschäftshäuser nach Entwurf von Julius Lönholdt mit gelblicher Sandsteinfassade in Formen des Jugendstils. | 1904                                                                                   |       |
| Elbestraße 34/36                                                    |                                               | Elbestraße 34/36 Lage | Doppelhaus für Hans Hellmuth nach Entwurf von Hans Hellmuth mit Neurenaissancefront. | 1892                                                                                   |       |
| Elbestraße 38                                                       |                                               | Elbestraße 38 Lage | Mietshaus mit Neurenaissancefassade. | 1892                                                                                   |       |
| Elbestraße 41/43                                                    |                                               | Elbestraße 41/43 Lage | Mietshäuser mit axialsymmetrischer Neurenaissancefront in roter Sandsteingliederung. | 1893                                                                                   |       |
| Elbestraße 44                                                       |                                               | Elbestraße 44 Lage | Mietshaus für die Immobilienmakler A. König & J. Fucker nach Entwurf von Philipp Reinhardt Kleinhansz & Louis Rupp mit konventioneller Neurenaissancefront; ehemals axialer Giebel. | 1893                                                                                   |       |
| Elbestraße 45/47                                                    |                                               | Elbestraße 45/47 Lage | Mietshäuser mit axialsymmetrischer Neurenaissancefront. | 1893                                                                                   |       |
| Elbestraße 49/51                                                    |                                               | Elbestraße 49/51 Lage | Mietshäuser mit nobler Neurenaissancefassade aus rotem Sandstein. | 1892                                                                                   |       |
| Elbestraße 52                                                       |                                               | Elbestraße 52 (= Niddastraße 35) Lage | Geschäftshaus nach Entwurf von Wilhelm Plate hinter Fassaden aus hellem Sandstein in Mischformen des Historismus; Gebäudeecke mit Wellgiebel, Portal mit reicher Bauplastik. | 1906                                                                                   |       |
| Elbestraße 53 · Elbestraße 55                                       |                                               | Elbestraße 53/55 Lage | Mietshäuser mit Neurenaissancefassade in roter Sandsteingliederung. | 1891                                                                                   |       |
| Elbestraße 57                                                       |                                               | Elbestraße 57 (= Niddastraße 37) Lage | wie Elbestraße 53, jedoch Eckhaus. | 1891                                                                                   |       |
| Gallusanlage 2 / Münchener Straße 2, von Osten gesehen              | Palasthotel Fürstenhof                        | Gallusanlage 2 (= Münchener Straße 2) Lage | Geschäftshaus (ursprünglich Hotel) für den Hotelier Wilhelm Eduard Drucker nach Entwurf von Otto Heussner, errichtet durch die Baufirma H. W. Müller auf L-förmigem Grundriss mit pompösen Neurenaissancefassaden aus gelbem Sandstein. Gebäudeecke neu überkuppelt, übergiebelter Haupttrakt mit axialem Vorbau und Treppenhaus; ursprüngliche Einfriedung zum Teil erhalten. Nach schweren Kriegsschäden und jahrzehntelanger provisorischer Nutzung umfassend saniert, dabei bis auf Vestibül und Treppenhaus entkernt.                                                                                | 1901/1902 / 1986–92 (Sanierung)                                                        |       |
| Gutleutstraße 1                                                     | Hotel Ernst                                   | Gutleutstraße 1 (= Untermainanlage 9) Lage | Mietshaus (ursprünglich Hotel) für den Immobilienmakler Josef Deutsch nach Entwurf von Christian Ludwig Schmidt mit eckbetonenendem Pyramidendach zwischen renaissancistisch übergiebelten Fassaden. | 1878                                                                                   |       |
| Gutleutstraße 3                                                     |                                               | Gutleutstraße 3 Lage | Mietshaus für den Immobilienmakler Josef Deutsch nach Entwurf von Christian Ludwig Schmidt in formaler Anlehnung an Gutleutstraße 1. | 1879                                                                                   |       |
| Gutleutstraße 8-12                                                  | Hotel Silvana                                 | Gutleutstraße 8–12 Lage | Neobarockes Geschäftshaus (ursprünglich Hotel, später „Adolf-Hitler-Haus“, danach Sitz der Staatlichen Landesbildstelle Hessen) für den Bauunternehmer Fritz Köster nach Entwurf von Johann Ludwig Balthasar Modrow. Fassade aus gelbem Sandstein, zentriert durch ehemals überkuppelte Zwillingserker und Giebel. | 1907                                                                                   |       |
| Gutleutstraße 13                                                    |                                               | Gutleutstraße 13 Lage | Miets- und Geschäftshaus für den Möbelfabrikanten Friedrich Gehrig nach Entwurf von Eugen Greiß mit symmetrischer Neurenaissancefront. | 1886                                                                                   |       |
| Gutleutstraße 15                                                    |                                               | Gutleutstraße 15 Lage | Mietshaus der Neurenaissance für den Möbelfabrikanten Friedrich Gehrig nach Entwurf von Eugen Greiß. | 1887                                                                                   |       |
| Gutleutstraße 17                                                    |                                               | Gutleutstraße 17 Lage | Mietshaus der Neurenaissance für den Bauunternehmer Philipp Grünewald nach Entwurf von Eugen Greiß. | 1887                                                                                   |       |
| Gutleutstraße 17a (Eckhaus)                                         |                                               | Gutleutstraße 17a (= Mainluststraße 20) Lage | Mietshaus der Neurenaissance für den Bauunternehmer Philipp Grünewald nach Entwurf von Eugen Greiß. | 1887                                                                                   |       |
| Evangelische Weißfrauenkirche, von Südwesten gesehen                | Evangelische Weißfrauenkirche                 | Gutleutstraße 20 Lage | Kirchenschiff als Stahlbetonskelettbau auf parabelähnlichem Grundriss mit Betonschalendecke. Zur Gutleutstraße durch leicht gekrümmte Wand aus Naturstein mit Engelsfigur von Joseph Jaekel abgeschlossen. Arkade mit großer Freitreppe zum Hauptportal des eigentlichen Sakralraumes im Obergeschoss; im Erdgeschoss Gemeindesaal. Entwurf: Werner W. Neumann; Fenster von Helmut Lander. Turm in exponierter Stellung im Straßenraum verändert. Barocke Grabsteine aus rotem Sandstein an der Südmauer.                                                                                                 | 1955/1956 (Kernbau) / 17./18. Jahrhundert (Grabsteine)                                 |       |
| Gutleutstraße 21                                                    |                                               | Gutleutstraße 21 Lage | Mietshaus der Neurenaissance für den Immobilienmakler Josef Deutsch nach Entwurf von Eugen Greiß in ausgewogenen Proportionen. | 1885                                                                                   |       |
| Gutleutstraße 23                                                    |                                               | Gutleutstraße 23 Lage | Mietshaus für den Immobilienmakler Josef Deutsch nach Entwurf von Eugen Greiß – ähnlich wie Gutleutstraße 21. | 1885                                                                                   |       |
| Gutleutstraße 31 (West) · Gutleutstraße 31 (Ost) · Gutleutstraße 29 |                                               | Gutleutstraße 29–31 Lage | Verwaltungsbau für die Chemische Fabrik Griesheim Elektron AG mit noblen Fassaden des Neoklassizismus aus gelbem Sandstein – westliches Gebäudedrittel (oberes Bild) nach Entwurf von Ludwig Neher & Aage von Kauffmann errichtet, nach Plänen von Alfred Christian Günther verändert und durch größeren Ostanbau (mittleres und unteres Bild) ergänzt; zentrales Treppenhaus. | 1895 (Kernbau) / 1920 (Veränderung und Ergänzung)                                      |       |
| Gutleutstraße 30                                                    |                                               | Gutleutstraße 30 (= Elbestraße 1) Lage | siehe Elbestraße 1. | 1907                                                                                   |       |
| Gutleutstraße 38 (Augst-Henze-Schule)                               | August-Henze-Schule (heute: Weißfrauenschule) | Gutleutstraße 38 Lage | Hauptschule nach Entwurf von Rudolf Reinicke auf L-förmigem Grundriss mit ornamentaler Bauplastik im Stil der Romanik um 1200; ursprüngliche Einfriedung. Die Schule wurde nach einer Kontroverse wegen der Vergangenheit von August Henze in Weißfrauenschule umbenannt, ist jedoch im Denkmalverzeichnis immer noch unter ihrem alten Namen gelistet. | 1905                                                                                   |       |
| Gutleutstraße 40                                                    |                                               | Gutleutstraße 40 Lage | Geschäftshaus für die Bornheimer Baufirma Anton Hilf nach Entwurf von Joseph Rindsfüßer & Martin Kühn, errichtet durch die die Bornheimer Baufirma Anton Hilf mit neoklassizistischer Fassade aus rotem Sandstein. | 1911                                                                                   |       |
| Gutleutstraße 42-44                                                 |                                               | Gutleutstraße 42–44 Lage | Geschäftshaus für die Posamenten- und Damenhutfabrik Ludwig Gerngroß nach Entwurf von Joseph Rindsfüßer & Martin Kühn – ähnlich wie Gutleutstraße 40. | 1912                                                                                   |       |
| Gutleutstraße 47                                                    |                                               | Gutleutstraße 47 Lage | Mietshaus für den Redakteur Carl Wagner nach Entwurf von Otto Krengel um kleinen Hof mit renaissancistischer Palazzofassade. | 1881                                                                                   |       |
| Kaiserstraße 35                                                     |                                               | Kaiserstraße 35 Lage | Geschäftshaus mit renaissancistischer Fassade aus Klinker und hellem Sandstein. | 1893                                                                                   |       |
| Kaiserstraße 36                                                     |                                               | Kaiserstraße 36 Lage | Geschäftshaus für die Bauschreinerei Jacobi und Kertell nach Entwurf von August Gebauer mit roter Sandsteinfassade in Zierformen zwischen Neugotik und -renaissance; am Erker allegorische Reliefs. | 1895                                                                                   |       |
| Kaiserstraße 37                                                     |                                               | Kaiserstraße 37 Lage | Geschäftshaus nach Entwurf des Franz von Hoven mit neobarocker Monumentalfassade aus gelblichem Sandstein; Torbogen zwischen Balkonatlanten. – Rückwärtig Freimaurerloge ‚Zur Einigkeit‘, ein Klinkerbau mit altdeutschem Kellerrestaurant, neobarockem Festsaal und neoklassizistischem Logensaal nach Hovens Plänen. | 1894                                                                                   |       |
| Kaiserstraße 38                                                     |                                               | Kaiserstraße 38 Lage | Geschäftshaus nach Entwurf von A. Hermann Schädel mit neobarocker Fassade aus hellem Sandstein. | 1895                                                                                   |       |
| Kaiserstraße 39                                                     |                                               | Kaiserstraße 39 Lage | Geschäftshaus für den Baustoffhändler Georg Friedrich Carl Hoffmann nach Entwurf von Eugen Greiß mit neobarocker Monumentalfassade aus hellem Sandstein; Balkonatlanten und allegorische Statuen auf dem Hauptgesims von Josef Keller. | 1895                                                                                   |       |
| Kaiserstraße 40                                                     |                                               | Kaiserstraße 40 Lage | Geschäftshaus für die Bauschreinerei Jacobi und Kertell nach Entwurf von August Gebauer mit üppiger Neurenaissancefassade aus rotem Sandstein; Mittelachse betont durch Säulenportal und Giebel. | 1896                                                                                   |       |
| Kaiserstraße 42                                                     |                                               | Kaiserstraße 42 Lage | Geschäftshaus mit neobarocker Sandsteinfront. | 1896                                                                                   |       |
| Kaiserstraße 44                                                     |                                               | Kaiserstraße 44 Lage | Geschäftshaus mit barockisierender Sandsteinfassade. | 1896                                                                                   |       |
| Kaiserstraße 48                                                     | Haus zum Reichsadler                          | Kaiserstraße 48 (= Weserstraße 21) Lage | Geschäftshaus für die Baufirma Lönhold & Söhne nach Entwurf von Eugen Greiß. Nach Kriegsschäden entstellend modernisiert, in jüngerer Zeit äußerlich und innerlich näherungsweise rekonstruiert. | 1900 (Kernbau) / 1955 (Modernisierung) / 2010–12 (Rekonstruktion)                      |       |
| Kaiserstraße 49                                                     |                                               | Kaiserstraße 49 (= Weserstraße 18) Lage | Geschäftshaus mit Neurenaissancefassaden aus hellem Sandstein und dominierender Eckkuppel. | 1893                                                                                   |       |
| Kaiserstraße 50                                                     |                                               | Kaiserstraße 50 Lage | Geschäftshaus für das Baugeschäft Langheinz nach Entwurf von Thomas Langheinz mit neobarocker Giebelfront aus gelblichem Sandstein. | 1900                                                                                   |       |
| Kaiserstraße 51                                                     |                                               | Kaiserstraße 51 (= Weserstraße 19) Lage | Geschäftshaus mit gelblicher Zierfassade in Formen der Neurenaissance. Dach nach Kriegsschäden als Staffelgeschoss wiedererrichtet, in jüngerer Zeit äußerlich näherungsweise rekonstruiert. | 1891 (Kernbau) / 2005/06 (Rekonstruktion des Daches)                                   |       |
| Kaiserstraße 53                                                     |                                               | Kaiserstraße 53 Lage | Geschäftshaus für den Brauereivertreter Max Abeles nach Entwurf von Theodor Martin, erbaut mit der Baufirma Philipp Holzmann mit renaissancistischer Sandsteinfassade. | 1895                                                                                   |       |
| Kaiserstraße 55                                                     |                                               | Kaiserstraße 55 Lage | Geschäftshaus für die eigene Baufirma nach Entwurf von August Hänlein mit neobarocker Sandsteinfassade. | 1896                                                                                   |       |
| Kaiserstraße 56                                                     |                                               | Kaiserstraße 56 (= Elbestraße 28) Lage | siehe Elbestraße 28. | 1900 (Kernbau) / 1995 (Rekonstruktion des Daches)                                      |       |
| Kaiserstraße 57                                                     |                                               | Kaiserstraße 57 Lage | Geschäftshaus nach Entwurf von Josef Rindsfüßer & Martin Kühn mit heller Sandsteinfassade der Neurenaissance. | 1893                                                                                   |       |
| Kaiserstraße 57                                                     |                                               | Kaiserstraße 59 (= Elbestraße 26) Lage | siehe Elbestraße 26. | 1893                                                                                   |       |
| Kaiserstraße 61                                                     |                                               | Kaiserstraße 61 (= Elbestraße 21) Lage | siehe Elbestraße 21. | 1895                                                                                   |       |
| Kaiserstraße 65                                                     |                                               | Kaiserstraße 65 Lage | Geschäftshaus für den Bauunternehmer Ludwig Kopf nach Entwurf von Wilhelm Müller d. Ä. mit heller Sandsteinfassade der Neurenaissance. | 1895                                                                                   |       |
| Kaiserstraße 67                                                     |                                               | Kaiserstraße 67 Lage | Geschäftshaus für den Bauunternehmer Jacob Carl Junior nach Entwurf von Eugen Greiß mit neobarocker Fassade aus gelblichem Sandstein. | 1895                                                                                   |       |
| Kaiserstraße 68                                                     | Kaiser-Friedrich-Bau                          | Kaiserstraße 68 (= Moselstraße 29) Lage | Geschäftshaus mit dominierender Eckkuppel und üppig im Stil der Neurenaissance in rotem Sandstein dekorierten Fassaden; beiderseits der gefasten Gebäudeecke Reliefmedaillons als Porträts preußischer Generäle. | 1896                                                                                   |       |
| Kaiserstraße 69                                                     |                                               | Kaiserstraße 69 (= Moselstraße 22) Lage | wie Kaiserstraße 67, jedoch Eckhaus; ehemals mit Laternenkuppel. | 1895                                                                                   |       |
| Kaiserstraße 70                                                     |                                               | Kaiserstraße 70 Lage | wie Kaiserstraße 68. | 1896                                                                                   |       |
| Kaiserstraße 71                                                     |                                               | Kaiserstraße 71 (= Moselstraße 27) Lage | Geschäftshaus für den Schreiner Heinrich Heilmann nach Entwurf von Eugen Greiß mit ehemals opulenten Neobarockfronten; nach Kriegsschäden formal vereinfacht erneuert. | 1896 (Kernbau) / 1950 (Erneuerung)                                                     |       |
| Kaiserstraße 72                                                     |                                               | Kaiserstraße 72 Lage | Geschäftshaus für die Baufirma Junior nach Entwurf von Wilhelm Müller d. Ä. mit neobarocker Giebelfront aus hellem Sandstein. | 1903                                                                                   |       |
| Kaiserstraße 73                                                     |                                               | Kaiserstraße 73 Lage | wie Kaiserstraße 71, jedoch Neobarockfassade aus gelblichem Sandstein erhalten. | 1896                                                                                   |       |
| Kaiserstraße 74                                                     |                                               | Kaiserstraße 74 Lage | Geschäftshaus für die Baufirma Junior nach Entwurf von Wilhelm Müller d. Ä. mit neobarocker Giebelfront aus hellem Sandstein. | 1903                                                                                   |       |
| Kaiserstraße 75                                                     |                                               | Kaiserstraße 75 Lage | Geschäftshaus für den Bauunternehmer Louis Greb nach Entwurf von Eugen Greiß mit neobarocker Fassade aus hellem Sandstein. Bis auf Fassade abgebrochen, diese in Neubau dahinter einbezogen. | 1897 / 2006–08 (Abbruch und Neubau)                                                    |       |
| Kaiserstraße 76                                                     | Englischer Hof                                | Kaiserstraße 76 (= Am Hauptbahnhof 10) Lage | siehe Am Hauptbahnhof 10. | 1903                                                                                   |       |
| Kaiserstraße 77                                                     |                                               | Kaiserstraße 77 Lage | Geschäftshaus für den Bauunternehmer Louis Greb nach Entwurf von Eugen Greiß mit neobarocker Fassade aus hellem Sandstein. Bis auf Fassade abgebrochen, diese in Neubau dahinter einbezogen. | 1897 / 2006–08 (Abbruch und Neubau)                                                    |       |
| Kaiserstraße 79                                                     |                                               | Kaiserstraße 79 Lage | Geschäftshaus für den Architekten Johann Friedrich Meixner nach Entwurf von Eugen Greiß mit neobarocker Fassade aus hellem Sandstein. | 1896                                                                                   |       |
| Kaiserstraße 81 (Am Hauptbahnhof 8)                                 | Haus Austria                                  | Kaiserstraße 81 (= Am Hauptbahnhof 8) Lage | siehe Am Hauptbahnhof 8. | 1899                                                                                   |       |
| Karlstraße 11                                                       |                                               | Karlstraße 11 Lage | Miets- und Geschäftshaus für den Bauunternehmer Christian Lenz nach Entwurf von Louis Rupp mit üppiger Neurenaissancefassade aus rotem Sandstein. | 1895                                                                                   |       |
| Untermainkai 23-25 (Mainluststraße 1-3)                             | Deutsche Verkehrs- und Kreditbank             | Mainluststraße 1–3 (= Untermainkai 23–25) Lage | siehe Untermainkai 23–25. | 1950                                                                                   |       |
| Mainluststraße 5/7 (2013 in Sanierung)                              |                                               | Mainluststraße 5/7 Lage | Doppelhaus mit Neurenaissancefassade. | 1892                                                                                   |       |
| Mainluststraße 12 (Wilhelm-Leuschner-Straße 14)                     |                                               | Mainluststraße 12 (= Wilhelm-Leuschner-Straße 14) Lage | Mietshaus für den Bauunternehmer H. W. Müller nach Entwurf von Eugen Greiß mit noblen Neurenaissancefassaden aus gelbem Sandstein; ursprüngliche Einfriedung. | 1887                                                                                   |       |
| Mainluststraße 13                                                   |                                               | Mainluststraße 13 Lage | Mietshaus für den Bauunternehmer Johann Philipp Schmalz nach Entwurf von Lorenz Schmalz mit neogotischer Fassade aus rotem Sandstein. | 1899                                                                                   |       |
| Mainluststraße 14                                                   |                                               | Mainluststraße 14 Lage | Mietshaus in schlichten Formen der Neurenaissance. | 1887                                                                                   |       |
| Mainluststraße 15                                                   |                                               | Mainluststraße 15 Lage | Mietshaus für den Bauunternehmer Balthasar Helfmann nach Entwurf von Eugen Greiß mit opulenter Neobarockfassade aus gelbem Sandstein; figürliche Schlusssteine. | 1888                                                                                   |       |
| Mainluststraße 16-18                                                |                                               | Mainluststraße 16/18 Lage | Doppelhaus für den Bauunternehmer Heinrich Eurich nach Entwurf von Eugen Greiß mit Neurenaissancefassade. | 1888                                                                                   |       |
| Mainluststraße 20 (Gutleutstraße 17a)                               |                                               | Mainluststraße 20 (= Gutleutstraße 17a) Lage | siehe Gutleutstraße 17a. | 1887                                                                                   |       |
| Moselstraße 4                                                       |                                               | Moselstraße 4 Lage | Verwaltungsgebäude auf U-förmigem Grundriss mit einer bereits modern wirkenden Sandsteinfassade. | 1906                                                                                   |       |
| Moselstraße 6/6a                                                    |                                               | Moselstraße 6/6a Lage | Doppelhaus für Otto Krengel nach Entwurf von Otto Krengel mit neobarock geprägter Front; Puttenreliefs am axialen Erker. | 1899                                                                                   |       |
| Moselstraße 8                                                       |                                               | Moselstraße 8 Lage | Mietshaus für Otto Krengel nach Entwurf von Otto Krengel mit Neurenaissancefront. | 1898                                                                                   |       |
| Moselstraße 9                                                       |                                               | Moselstraße 9 Lage | Wohnhaus für den Schulhausverwalter der Karmeliterschule in mittelalterlich geprägten Stilformen mit Treppenturm, erbaut nach Entwurf von Rudolf Reinicke. | 1905                                                                                   |       |
| Moselstraße 10                                                      |                                               | Moselstraße 10 Lage | Mietshaus mit Neurenaissancefassade. | 1894                                                                                   |       |
| Moselstraße 11 (Karmeliterschule)                                   | Karmeliterschule                              | Moselstraße 11 Lage | Hauptschule nach Entwurf von Rudolf Reinicke. Zurückgesetzter Bau mit neoromanischer Schaufront aus rotem Sandstein; im Innern originale Dekorationsreste. | 1901/1902                                                                              |       |
| Moselstraße 13                                                      |                                               | Moselstraße 13 Lage | Rektorenvilla der Karmeliterschule nach Entwurf von Rudolf Reinicke; Pendant zu Moselstraße 9. | 1902                                                                                   |       |
| Moselstraße 14 (Münchener Straße 41)                                | Kronprinzenbau                                | Moselstraße 14 (= Münchener Straße 41) Lage | Miets- und Geschäftshaus für Carl Otto Schaller nach Entwurf von Carl Otto Schaller mit barockisierenden Neurenaissancefassaden. | 1895                                                                                   |       |
| Moselstraße 15/17                                                   |                                               | Moselstraße 15/17 Lage | Doppelhaus für den Bautechniker Christian Braun nach Entwurf von Otto Krengel mit Neurenaissancefront. | 1894                                                                                   |       |
| Moselstraße 16 (Münchener Straße 38)                                |                                               | Moselstraße 16 (= Münchener Straße 38) Lage | Miets- und Geschäftshaus auf L-förmigem Grundriss mit gelblichen Sandsteinfassaden in Stilformen aus Renaissance und Barock; reicher Reliefdekor. | 1896                                                                                   |       |
| Moselstraße 18                                                      |                                               | Moselstraße 18 Lage | Mietshaus für Andreas Zillinger nach Entwurf von Andreas Zillinger mit Neurenaissancefassade. | 1894                                                                                   |       |
| Moselstraße 19                                                      |                                               | Moselstraße 19 Lage | Mietshaus für den Bauschreiner Heinrich Bausch nach Entwurf von Carl Otto Schaller mit Neurenaissancefassade. | 1894                                                                                   |       |
| Moselstraße 20                                                      |                                               | Moselstraße 20 Lage | Mietshaus für den Gastwirt G. Braun nach Entwurf von Leonhard Hänel mit Neurenaissancefassade. | 1894                                                                                   |       |
| Moselstraße 21                                                      |                                               | Moselstraße 21 (= Münchener Straße 43) Lage | Mietshaus für den Bauschreiner Heinrich Bausch nach Entwurf von Carl Otto Schaller mit Neurenaissancefassade. | 1894                                                                                   |       |
| Moselstraße 22 (Kaiserstraße 69)                                    |                                               | Moselstraße 22 (= Kaiserstraße 69) Lage | siehe Kaiserstraße 69. | 1895                                                                                   |       |
| Moselstraße 23                                                      |                                               | Moselstraße 23 (= Münchener Straße 40) Lage | Mietshaus auf L-förmigem Grundriss mit relativ reichen Neurenaissancefronten. | 1895                                                                                   |       |
| Moselstraße 25                                                      |                                               | Moselstraße 25 Lage | Mietshaus für den Kaufmann W. Bauer nach Entwurf von Louis Rupp mit gediegener Neurenaissancefassade. | 1894                                                                                   |       |
| Moselstraße 27 (Kaiserstraße 71)                                    |                                               | Moselstraße 27 (= Kaiserstraße 71) Lage | siehe Kaiserstraße 71. | 1896 (Kernbau) / 1950 (Erneuerung)                                                     |       |
| Moselstraße 29 (Kaiserstraße 68)                                    | Kaiser-Friedrich-Bau                          | Moselstraße 29 (= Kaiserstraße 68) Lage | siehe Kaiserstraße 68. | 1896                                                                                   |       |
| Moselstraße 31                                                      |                                               | Moselstraße 31 Lage | Mietshaus für den Bäckermeister F. Kempf nach Entwurf von Carl Bauer, errichtet von der Baufirma Friedrich Füller mit heller Sandsteinfassade in Mischformen aus Neurenaissance und Jugendstil. | 1904                                                                                   |       |
| Moselstraße 32                                                      |                                               | Moselstraße 32 Lage | Mietshaus für Adolf Andreas Wenzel nach Entwurf von Adolf Andreas Wenzel mit konventioneller Neurenaissancefront. | 1897                                                                                   |       |
| Moselstraße 33                                                      |                                               | Moselstraße 33 Lage | Mietshaus nach Entwurf von Franz Carl Becker mit heller Sandsteinfront der Neurenaissance. | 1904                                                                                   |       |
| Moselstraße 34                                                      |                                               | Moselstraße 34 Lage | Mietshaus für den Bauunternehmer Leonhard Kretzer nach Entwurf von Alexander Philipp Heinitz; ehemals mit Fassadendekorationen der Neurenaissance wie Moselstraße 36. | 1884                                                                                   |       |
| Moselstraße 35                                                      |                                               | Moselstraße 35 Lage | wie Moselstraße 31. | 1904                                                                                   |       |
| Moselstraße 35a (Taunusstraße 43)                                   |                                               | Moselstraße 35a (= Taunusstraße 43) Lage | Mietshaus auf L-förmigem Grundriss mit hellen Sandsteinfassaden in gotisch beeinflussten Stilformen; Gebäudeecke ehemals überkuppelt. | 1904                                                                                   |       |
| Moselstraße 36 (Taunusstraße 41)                                    |                                               | Moselstraße 36 (= Taunusstraße 41) Lage | wie Moselstraße 34, jedoch Fassadendekoration erhalten und Gebäudeecke übergiebelt. | 1884                                                                                   |       |
| Moselstraße 37 (Taunusstraße 48)                                    |                                               | Moselstraße 37 (= Taunusstraße 48) Lage | Mietshaus für den Bauunternehmer Leonhard Kretzer nach Entwurf von Alexander Philipp Heinitz auf L-förmigem Grundriss mit Neurenaissancefronten; Gebäudeecke übergiebelt. | 1884                                                                                   |       |
| Moselstraße 39                                                      |                                               | Moselstraße 39 Lage | wie Moselstraße 37. | 1884                                                                                   |       |
| Moselstraße 40                                                      |                                               | Moselstraße 40 Lage | Mietshaus mit neogotischer Fassade aus gelblichem Sandstein. | 1899                                                                                   |       |
| Moselstraße 42-44                                                   |                                               | Moselstraße 42/44 Lage | Doppelhaus für den Bauunternehmer Andreas Seubert nach Entwurf von Philipp Götzelmann mit Neurenaissancefronten aus Klinker und dekorativem Buntsandstein. | 1894                                                                                   |       |
| Münchener Straße 2 (Gallusanlage 2 (Fürstenhof))                    | Palasthotel Fürstenhof                        | Münchener Straße 2 (= Gallusanlage 2) Lage | siehe Gallusanlage 2. | 1901/1902                                                                              |       |
| Münchener Straße 4-6 (Ausschnitt)                                   |                                               | Münchener Straße 4–6 Lage | Geschäftshaus für den Bauunternehmer und Hotelier Heinrich Wilhelm Müller nach Entwurf von Josef Rindsfüßer & Martin Kühn mit monumentaler Steinfassade in modernisierten Formen der Neurenaissance. | 1901                                                                                   |       |
| Münchener Straße 9                                                  |                                               | Münchener Straße 9 Lage | Miets- und Geschäftshaus mit Neobarockfassade aus hellem Sandstein. | 1897                                                                                   |       |
| Münchener Straße 10                                                 |                                               | Münchener Straße 10 Lage | Miets- und Geschäftshaus mit Neurenaissancefassade aus hellem Sandstein. | 1896                                                                                   |       |
| Münchener Straße 11                                                 |                                               | Münchener Straße 11 Lage | Miets- und Geschäftshaus mit Neobarockfassade aus hellem Sandstein. | 1897                                                                                   |       |
| Münchener Straße 14                                                 |                                               | Münchener Straße 14 Lage | Mietshaus für die Baufirma Brofft nach Entwurf von Franz Brofft mit gotisierender Buntsandsteinfront. | 1894                                                                                   |       |
| Münchener Straße 16 (Weserstraße 12)                                |                                               | Münchener Straße 16 (= Weserstraße 12) Lage | Mietshaus auf L-förmigem Grundriss mit gotisierenden Fassaden aus gelbem Sandstein und Ecktürmchen. | 1896                                                                                   |       |
| Münchener Straße 18 (Weserstraße 11)                                |                                               | Münchener Straße 18 (= Weserstraße 11) Lage | Mietshaus für den Eisenbahnstationsassistenten nach Entwurf von Philipp Reinhardt Kleinhansz auf L-förmigem Grundriss mit Neurenaissancefassaden. | 1895                                                                                   |       |
| Münchener Straße 20/22                                              |                                               | Münchener Straße 20/22 Lage | Doppelhaus für F. W. Fischer nach Entwurf von Louis Rupp mit Neurenaissancefront aus rotem Sandstein. | 1895                                                                                   |       |
| Münchener Straße 21                                                 |                                               | Münchener Straße 21 Lage | Mietshaus; Zierteile der neobarocken Fassade nach Kriegsschäden weitgehend entfernt. | 1898                                                                                   |       |
| Münchener Straße 23                                                 |                                               | Münchener Straße 23 Lage | Mietshaus mit nachträglich vereinfachter Neobarockfront. | 1897                                                                                   |       |
| Münchener Straße 24                                                 |                                               | Münchener Straße 24 Lage | Miets- und Geschäftshaus für Heinrich Anthes nach Entwurf von Heinrich Anthes mit repräsentativer Neurenaissancefront aus rotem Sandstein. | 1895                                                                                   |       |
| Münchener Straße 25/27                                              |                                               | Münchener Straße 25/27 Lage | Doppelhaus für Ludwig Geiger mit dem Unternehmer Leonhard Kretzer nach Entwurf von Friedrich Koch in Zusammenarbeit mit Eugen Greiß mit axialsymmetrischer Neurenaissancefront aus rotem Sandstein. | 1897                                                                                   |       |
| Münchener Straße 26                                                 |                                               | Münchener Straße 26 Lage | Mietshaus für L. Schäfer & Co. nach Entwurf von Heinrich Anthes, errichtet durch die Baufirma Heinrich Anthes & Sohn mit Neurenaissancefront. | 1895                                                                                   |       |
| Münchener Straße 28 (Elbestraße 18)                                 |                                               | Münchener Straße 28 (= Elbestraße 18) Lage | siehe Elbestraße 18. | 1896                                                                                   |       |
| Münchener Straße 29                                                 |                                               | Münchener Straße 29 Lage | Mietshaus nach Entwurf von Hieronymus de Ginder auf L-förmigem Grundriss mit Neurenaissancefronten. | 1896                                                                                   |       |
| Münchener Straße 30 (Elbestraße 15)                                 |                                               | Münchener Straße 30 (= Elbestraße 15) Lage | siehe Elbestraße 15. | 1895                                                                                   |       |
| Münchener Straße 32                                                 |                                               | Münchener Straße 32 Lage | Mietshaus; Zierteile der Neurenaissancefassade nach Kriegsschäden weitgehend entfernt. | 1895                                                                                   |       |
| Münchener Straße 33 (Elbestraße 11)                                 |                                               | Münchener Straße 33 Lage | Miets- und Geschäftshaus für Heinrich Krieger nach Entwurf von Heinrich Krieger auf L-förmigem Grundriss mit repräsentablen Neurenaissancefassaden aus gelb-grünlichem Sandstein. | 1897/1898                                                                              |       |
| Münchener Straße 35                                                 |                                               | Münchener Straße 35 Lage | Mietshaus für den Gastwirt Philipp Otto Kohlheyer nach Entwurf von Friedrich Maximilian Hancke; Neurenaissancefront weitgehend verändert. | 1897                                                                                   |       |
| Münchener Straße 36                                                 |                                               | Münchener Straße 36 Lage | Miets- und Geschäftshaus für den Bauunternehmer Ludwig Kopf nach Entwurf von Wilhelm Müller d. Ä. mit symmetrischer Neurenaissancefassade aus gelbem Sandstein. | 1895                                                                                   |       |
| Münchener Straße 38 (Moselstraße 16)                                |                                               | Münchener Straße 38 (= Moselstraße 16) Lage | siehe Moselstraße 16. | 1896                                                                                   |       |
| Münchener Straße 40 (Moselstraße 23)                                |                                               | Münchener Straße 40 (= Moselstraße 23) Lage | siehe Moselstraße 23. | 1895                                                                                   |       |
| Münchener Straße 41 (Moselstraße 14)                                | Kronprinzenbau                                | Münchener Straße 41 (= Moselstraße 14) Lage | siehe Moselstraße 14. | 1895                                                                                   |       |
| Münchener Straße 43 (Moselstraße 21)                                |                                               | Münchener Straße 43 (= Moselstraße 21) Lage | siehe Moselstraße 21. | 1894                                                                                   |       |
| Münchener Straße 45                                                 |                                               | Münchener Straße 45 Lage | Miets- und Geschäftshaus für den Kaufmann Jacob Halberstadt als Hauptfiliale der Firma Schade & Füllgrabe nach Entwurf von Ernst Philipp Schäfer mit nobler Neobarockfassade aus gelblich-grauem Sandstein. | 1895                                                                                   |       |
| Münchener Straße 51                                                 |                                               | Münchener Straße 51 Lage | Miets- und Geschäftshaus für Johann Friedrich Meixner nach Entwurf von Johann Friedrich Meixner mit Neurenaissancefassade aus rotem Sandstein. | 1895                                                                                   |       |
| Münchener Straße 55                                                 |                                               | Münchener Straße 55 Lage | Miets- und Geschäftshaus für Karl Hermann nach Entwurf von Karl Hermann mit Neobarockfassade aus rotem und hellem Sandstein. | 1895                                                                                   |       |
| Neckarstraße 5                                                      |                                               | Neckarstraße 5 Lage | Wohn- und Geschäftshaus für den Orthopäden Max Mainzer nach Entwurf von August Albert mit nobler Steinfassade des Neoklassizismus. | 1904                                                                                   |       |
| Neckarstraße 7                                                      |                                               | Neckarstraße 7 Lage | Geschäftshaus für die eigene Firma nach Entwurf von Albert Klöckner mit nobler, neoklassizistischer Fassade aus hellem Sandstein. | 1905                                                                                   |       |
| Neckarstraße 9                                                      |                                               | Neckarstraße 9 Lage | Geschäftshaus nach Entwurf von August Albert & Robert Wollmann, errichtet durch die Baufirma Schaffner & Albert AG mit üppiger Jugendstilfassade aus hellem Sandstein; figürliche Reliefs von allegorisch-emblematischer Bedeutung, am Dach Schnitzereien. | 1906                                                                                   |       |
| Neckarstraße 11                                                     |                                               | Neckarstraße 11 Lage | Geschäftshaus für die Kohlegroßhandlung Piepmeyer & Oppenhorst nach Entwurf von Albert Klöckner mit barockisierender Sandsteinfassade. | 1906                                                                                   |       |
| Neckarstraße 13                                                     |                                               | Neckarstraße 13 Lage | Geschäftshaus für den Fabrikanten für Handarbeitsvorlagen Emil Ettinger nach Entwurf von August Albert & Robert Wollmann, errichtet durch die Baufirma Schaffner & Albert AG mit üppiger Fassade aus hellem Sandstein in Formen aus Neobarock und Jugendstil. | 1906                                                                                   |       |
| Niddastraße 1-3 (Taunusanlage 6)                                    |                                               | Niddastraße 1–3 (= Taunusanlage 6) Lage | Geschäftshaus nach Entwurf von Alfred Bruno Engelhard in Form einer Villa des Neoklassizismus mit Fassaden aus gelblich-grauem Stein. | 1913                                                                                   |       |
| Niddastraße 32                                                      |                                               | Niddastraße 32 Lage | Klassizistische Villa in annähernd kubischer Form. | 1870                                                                                   |       |
| Niddastraße 35 (Elbestraße 52)                                      |                                               | Niddastraße 35 (= Elbestraße 52) Lage | siehe Elbestraße 52. | 1906                                                                                   |       |
| Niddastraße 37 (Elbestraße 57)                                      |                                               | Niddastraße 37 (= Elbestraße 57) Lage | siehe Elbestraße 57. | 1891                                                                                   |       |
| Niddastraße 39                                                      |                                               | Niddastraße 39 Lage | Mietshaus für Max Albert Tacken nach Entwurf von Max Albert Tacken mit pompöser Neurenaissancefassade aus rotem Sandstein. | 1893                                                                                   |       |
| Niddastraße 41                                                      |                                               | Niddastraße 41 Lage | Miets- und Geschäftshaus für den Bauunternehmer August J. Eberhard nach Entwurf von Johann Ludwig Balthasar Modrow mit Neobarockfassade aus hellem Sandstein. | 1898                                                                                   |       |
| Niddastraße 86                                                      |                                               | Niddastraße 86 Lage | Ehemalige Uniformfabrik. |                                                                                        |       |
| Poststraße 6                                                        |                                               | Poststraße 6 Lage | Verwaltungsgebäude, gegenüber dem Nordausgang des Frankfurter Hauptbahnhofs in Formen der Neorenaissance dreigeschossig errichtet. | 1891-1892                                                                              |       |
| Poststraße 8                                                        |                                               | Poststraße 8 Lage | Geschäftshaus, nach dem Entwurf der Architekten Wilhelm Schmidt-Diehler und Adam Krämer mit neobarocker Fassade erbaut. | 1894                                                                                   |       |
| Taunusanlage 1 (Taunusstraße 2)                                     |                                               | Taunusanlage 1 (= Taunusstraße 2) Lage | Verwaltungsgebäude für die Firma Philipp Holzmann & Cie. GmbH (Stammhaus) nach Entwurf von Hans Hermann Oswalt & Eugen Rückgauer, errichtet durch die Baufirma Philipp Holzmann in noblen Formen des Neoklassizismus mit Fassaden aus grünlichem Sandstein; zwischen Kolossalpilastern dekorative und emblematische Reliefs. | 1899 oder 1915                                                                         |       |
| Taunusanlage 3                                                      |                                               | Taunusanlage 3 Lage | Verwaltungsgebäude mit neoklassizistisch strenger Hauptfront, die Kolossalsäulen prägen. | 1913                                                                                   |       |
| Taunusanlage 4                                                      |                                               | Taunusanlage 4 Lage | Verwaltungsgebäude für die Neue Reichsbank nach Entwurf von Amsler & Wolff unter Mitarbeit von Karl Hof in modernen Formen mit axialem Portikus und überhöhtem Vestibül; im rückwärtigen Teil weitgehend verändert. | 1929–1933 (Kernbau) / 1984/85 (Veränderung)                                            |       |
| Taunusanlage 6 (Niddastraße 1-3)                                    |                                               | Taunusanlage 6 (= Niddastraße 1–3) Lage | siehe Niddastraße 1–3. | 1913                                                                                   |       |
| Taunusanlage 1 (Taunusstraße 2)                                     |                                               | Taunusstraße 2 Lage | siehe Taunusanlage 1. | 1899                                                                                   |       |
| Taunusstraße 17                                                     |                                               | Taunusstraße 17 (= Weserstraße 39) Lage | Mietshaus für die Bauunternehmer Carl August und Friedrich Wilhelm Schneider nach Entwurf von Philipp Reinhardt Kleinhansz & Louis Rupp mit Neurenaissancefassaden. | 1892                                                                                   |       |
| Taunusstraße 17a (neben Eckhaus Nr. 17)                             |                                               | Taunusstraße 17a Lage | wie Taunusstraße 17. | 1892                                                                                   |       |
| Taunusstraße 18 (Weserstraße 41)                                    |                                               | Taunusstraße 18 (= Weserstraße 41) Lage | Mietshaus mit Neurenaissancefassaden. | 1891                                                                                   |       |
| Taunusstraße 19                                                     |                                               | Taunusstraße 19 Lage | Geschäftshaus für die (eigene) AG für Bauausführungen nach Entwurf von Julius Lönholdt mit monumentaler Klinkerfassade und neoromanischem Dekor aus rotem Sandstein. | 1901                                                                                   |       |
| Taunusstraße 21                                                     |                                               | Taunusstraße 21 Lage | Geschäftshaus für die Eisenwarenhändler Georg Fr. Metzger & F. W. Neuenhöfer nach Entwurf von Julius Lönholdt mit repräsentabler Giebelfassade aus hellem Sandstein in verschiedenen Stilformen. | 1901                                                                                   |       |
| Taunusstraße 23                                                     |                                               | Taunusstraße 23 Lage | Geschäftshaus für den Glasermeister J. Dröser nach Entwurf von Julius Lönholdt mit nobler Gelbsandsteinfront im Stil Louis-seize. | 1901                                                                                   |       |
| Taunusstraße 24                                                     |                                               | Taunusstraße 24 Lage | Mietshaus für die eigene Baufirma nach Entwurf von Wilhelm Matheis mit verklinkerter Neurenaissancefront. | 1901                                                                                   |       |
| Taunusstraße 25 (Ecke Elbestraße)                                   |                                               | Taunusstraße 25 Lage | Mietshaus auf L-förmigem Grundriss mit Neurenaissancefassaden. | 1893                                                                                   |       |
| Taunusstraße 26                                                     |                                               | Taunusstraße 26 Lage | Mietshaus für die eigene Baufirma nach Entwurf von Wilhelm Matheis mit Neurenaissancefassade. | 1899                                                                                   |       |
| Taunusstraße 27 (Elbestraße 33)                                     |                                               | Taunusstraße 27 Lage | Mietshaus auf L-förmigem Grundriss; Neurenaissancefassade entstellt. | 1893                                                                                   |       |
| Taunusstraße 28                                                     |                                               | Taunusstraße 28 Lage | Mietshaus mit Neurenaissancefassade aus gelblichem Sandstein. | 1896                                                                                   |       |
| Taunusstraße 29                                                     |                                               | Taunusstraße 29/31 Lage | Miets- und Geschäftshäuser für Heinrich Anthes nach Entwurf von Heinrich Anthes mit Neobarockfassade aus rotem Sandstein. | 1893                                                                                   |       |
| Taunusstraße 30                                                     |                                               | Taunusstraße 30 Lage | Mietshaus für die Bauunternehmer Carl August und Friedrich Wilhelm Schneider nach Entwurf von Philipp Reinhardt Kleinhansz & Louis Rupp mit retardierender Neurenaissancefront. | 1893                                                                                   |       |
| Taunusstraße 32                                                     | Haus Taunus                                   | Taunusstraße 32 Lage | wie Taunusstraße 30, jedoch Eckgebäude. | 1893                                                                                   |       |
| Taunusstraße 36/38                                                  |                                               | Taunusstraße 36/38 Lage | Doppelhaus für Carl Otto Schaller nach Entwurf von Carl Otto Schaller mit Neobarockfassade. | 1893                                                                                   |       |
| Taunusstraße 37/39                                                  |                                               | Taunusstraße 37/39 Lage | Mietshäuser für den Bauunternehmer Leonhard Kretzer nach Entwurf von Alexander Philipp Heinitz mit Neurenaissancefassade. | 1893                                                                                   |       |
| Taunusstraße 41 (Moselstraße 36)                                    |                                               | Taunusstraße 41 (= Moselstraße 36) Lage | siehe Moselstraße 36. | 1884                                                                                   |       |
| Taunusstraße 43 (Moselstraße 35a)                                   |                                               | Taunusstraße 43 (= Moselstraße 35a) Lage | siehe Moselstraße 35a. | 1904                                                                                   |       |
| Taunusstraße 45/47 (links) · Taunusstraße 45/47 (rechts)            |                                               | Taunusstraße 45/47 Lage | Geschäftshaus nach Entwurf von Joseph Rindsfüßer & Martin Kühn mit Jugendstilfassade aus hellem Sandstein; Hermesköpfe als Abschluss der Kolossalpilaster. | 1905                                                                                   |       |
| Taunusstraße 48 (Moselstraße 37)                                    |                                               | Taunusstraße 48 (= Moselstraße 37) Lage | siehe Moselstraße 37. | 1884                                                                                   |       |
| Merkurbau (Taunusstraße 49 / Am Hauptbahnhof 12)                    | Merkurbau                                     | Taunusstraße 49 (= Am Hauptbahnhof 12) Lage | siehe Am Hauptbahnhof 12. | 1908                                                                                   |       |
| Taunusstraße 50                                                     |                                               | Taunusstraße 50 Lage | Mietshaus für den Bauunternehmer Leonhard Kretzer nach Entwurf von Alexander Philipp Heinitz mit Neurenaissancefassade. | 1893                                                                                   |       |
| Untermainanlage 5 (Wilhelm-Leuschner-Straße 2)                      |                                               | Untermainanlage 5 (= Wilhelm-Leuschner-Straße 2) Lage | Mietshaus für Amadeus Wilhelm Benkard nach Entwurf von Amadeus Wilhelm Benkard mit großbürgerlichem Zuschnitt in Stilformen aus Spätklassizismus und Neurenaissance; Fassaden mit zentraler Freitreppe, Kopfreliefs über Pilastern. | 1874                                                                                   |       |
| Untermainanlage 9 (Gutleutstraße 1)                                 | Hotel Ernst                                   | Untermainanlage 9 (= Gutleutstraße 1) Lage | siehe Gutleutstraße 1. | 1878                                                                                   |       |
| Untermainanlage                                                     |                                               | Untermainkai Lage | Parkähnliche Gartenanlage nach Entwürfen der Stadtgärtner Sebastian Rinz und Andreas Weber mit zeitgenössischer Futtermauer gegen die Dammstraße und Eisengeländer bzw. Treppenanlagen. | 1860–1880 (Gartenanlage)                                                               |       |
| Herkuleskran                                                        | Herkuleskran                                  | Untermainkai Lage | Herkuleskran gegenüber Untermainkai 30. | 1887                                                                                   |       |
| Wildschweingruppe                                                   |                                               | Untermainkai Lage | Wildschweingruppe aus Bronze des Bildhauers Paul Kratz. | um 1900                                                                                |       |
| Untermainkai 20, von Südosten gesehen                               |                                               | Untermainkai 20 Lage | Mietshaus nach Entwurf von Wilhelm Georg Lönholdt in noblen Formen der Neurenaissance. Fassade aus gelbem Sandstein, großzügiges Vestibül und Treppenhaus; rückwärtig ehemalige Remise. | 1875                                                                                   |       |
| Untermainkai 21, von Südosten gesehen                               |                                               | Untermainkai 21 Lage | Mietshaus für die Baufirma Carl Diehl nach Entwurf von Carl Diehl mit Jugendstilfassade aus hellem Sandstein. | 1906                                                                                   |       |
| Untermainkai 23-25 (Mainluststraße 1-3)                             | Deutsche Verkehrs- und Kreditbank             | Untermainkai 23–25 (= Mainluststraße 1–3) Lage | Bank- und Verwaltungsbau im Duktus der 1930er-Jahre nach Plänen von Baurat a. D. Josef Bischof. Innere Erschließung durch elegant geschwungene Treppe. | 1950                                                                                   |       |
| Untermainkai 26                                                     | Haus Crunelius                                | Untermainkai 26 Lage | Villenartiges Reihenhaus für den Bankier H. von Crunelius nach Entwurf von Wilhelm Georg Lönholdt in vornehmen Formen der Neurenaissance; Fassaden aus gelbem Sandstein, in der Beletage Festsaal im Geschmack des 2. Rokoko – Anbau durch den Architekten Alfred Christian Günther. | 1876 (Kernbau) / 1905 (Anbau)                                                          |       |
| Untermainkai 27/28, von Südosten gesehen                            |                                               | Untermainkai 27/28 Lage | Palastartiges Doppelhaus für die Baufirma Gebrüder Lönholdt mit großbürgerlichen Etagenwohnungen nach Entwurf von Wilhelm Georg Lönholdt; noble Neurenaissancefassade aus hellem Sandstein, großzügiges Vestibül und Treppenhäuser, rückwärtig ehemalige Remisen. | 1876                                                                                   |       |
| Untermainkai 29/30, von Südwesten gesehen                           |                                               | Untermainkai 29/30 Lage | Mietshaus für den Maler und Weißbinder Ludwig Gründer nach Entwurf von Ludwig Neher & Aage von Kauffmann auf U-förmigem Grundriss mit opulenter Neobarockfassade aus gelbem Sandstein und reicher Bauplastik; axiale Einfahrt marmoriert und stuckiert, oktogonales Treppenhaus, ursprüngliches Dekor in den Etagenwohnungen von Untermainkai 30. Dach geringfügig vereinfacht (Knäufe auf den Gauben sowie antikisierende Vasen auf den Giebelabschlüssen der Risalite entfernt). | 1894                                                                                   |       |
| Untermainkai 44 (Villa Bonn)                                        | Villa Bonn                                    | Untermainkai 44 Lage | Spätbarockes Gartenhaus, aufgestockt, erweitert – mit klassizistischen Putzfronten; Oberbau in Holzfachwerk konstruiert. | um 1790 (Kernbau) / gegen 1830 (Aufstockung) / um 1875 (Erweiterung)                   |       |
| Weserstraße 11 (Münchener Straße 18)                                |                                               | Weserstraße 11 (= Münchener Straße 18) Lage | siehe Münchener Straße 18. | 1895                                                                                   |       |
| Weserstraße 12 (Münchener Straße 16)                                |                                               | Weserstraße 12 (= Münchener Straße 16) Lage | siehe Münchener Straße 16. | 1896                                                                                   |       |
|                                                                     |                                               | Weserstraße 13/15 Lage | Mietshäuser für den Bahnbeamten Friedrich Wilhelm Fischer nach Entwurf von Philipp Reinhardt Kleinhansz mit Neurenaissancefassade aus grauem Sandstein. | 1893                                                                                   |       |
| Weserstraße 14                                                      |                                               | Weserstraße 14 Lage | Mietshaus mit gotisierender Steinfassade. | 1894                                                                                   |       |
| Weserstraße 16                                                      |                                               | Weserstraße 16 Lage | Miets- und Geschäftshaus nach Entwurf von Louis Schwennhagen mit Neurenaissancefassade aus rotem Sandstein. | 1892                                                                                   |       |
| Weserstraße 17                                                      |                                               | Weserstraße 17 Lage | Miets- und Geschäftshaus mit Neurenaissancefassade in roter Sandsteingliederung. | 1893                                                                                   |       |
| Weserstraße 18 (Kaiserstraße 49)                                    |                                               | Weserstraße 18 (= Kaiserstraße 49) Lage | siehe Kaiserstraße 49. | 1893                                                                                   |       |
| Weserstraße 19 (Kaiserstraße 51)                                    |                                               | Weserstraße 19 (= Kaiserstraße 51) Lage | siehe Kaiserstraße 51. | 1891 (Kernbau) / 2005/06 (Rekonstruktion des Daches)                                   |       |
| Weserstraße 21 (Kaiserstraße 48)                                    | Haus zum Reichsadler                          | Weserstraße 21 (= Kaiserstraße 48) Lage | siehe Kaiserstraße 48. | 1900 (Kernbau) / 1955 (Modernisierung) / 2010–12 (Rekonstruktion)                      |       |
| Weserstraße 31/33                                                   |                                               | Weserstraße 31/33 Lage | Geschäftshaus für die (eigene) AG für Bauausführungen nach Entwurf von Julius Lönholdt mit Sandsteinfassade in Formen des Jugendstils. | 1904                                                                                   |       |
| Weserstraße 35/37                                                   |                                               | Weserstraße 35/37 Lage | Doppelhaus für den Maurermeister und Bauunternehmer Philipp de Ginder (Vater) nach Entwurf von Hieronymus de Ginder mit Neurenaissancefassade. | 1892                                                                                   |       |
| Weserstraße 39 (Taunusstraße 17)                                    |                                               | Weserstraße 39 (= Taunusstraße 17) Lage | siehe Taunusstraße 17. | 1892                                                                                   |       |
| Weserstraße 41 (Taunusstraße 18)                                    |                                               | Weserstraße 41 (= Taunusstraße 18) Lage | siehe Taunusstraße 18. | 1891                                                                                   |       |
| Wiesenhüttenplatz 36-38 (Parkhotel)                                 | Parkhotel                                     | Wiesenhüttenplatz 36–38 Lage | Hotelbau für den Gastronomen W. Gömöri nach Entwurf von Franz Josef Vietze & Wilhelm Helfrich mit aufwändigen Fassaden aus rotem Sandstein und grünen Kacheln in Formen von Neobarock und Neoklassizismus; figürliche Bauplastik über Portal und Fenstern von F. Vietze, bronzene Kaiser-Wilhelm-Büste von Bruno Diamant. | 1905                                                                                   |       |
| Wilhelm-Leuschner-Straße 2 (Untermainanlage 5)                      |                                               | Wilhelm-Leuschner-Straße 2 (= Untermainanlage 5) Lage | siehe Untermainanlage 5. | 1874                                                                                   |       |
| Wilhelm-Leuschner-Straße 9-11                                       |                                               | Wilhelm-Leuschner-Straße 9–11 Lage | Geschäftshaus für die eigene Baufirma nach Entwurf von Heinrich Heuss mit neoklassizistischer Steinfassade; auf dem Hauptgesims skulptierte Gruppen aus Kindern und Tieren. | 1913                                                                                   |       |
| Wilhelm-Leuschner-Straße 10                                         |                                               | Wilhelm-Leuschner-Straße 10 Lage | Mietshaus mit Neobarockfassade; von ursprünglicher Einfriedung nur das Eisentor erhalten. | 1889                                                                                   |       |
| Wilhelm-Leuschner-Straße 12                                         |                                               | Wilhelm-Leuschner-Straße 12 Lage | Mietshaus für den Arzt F. Ohlenschläger nach Entwurf von Eugen Greiß mit nobler Neurenaissancefassade aus gelbem Sandstein. | 1889                                                                                   |       |
| Wilhelm-Leuschner-Straße 14 (Mainluststraße 12)                     |                                               | Wilhelm-Leuschner-Straße 14 (= Mainluststraße 12) Lage | siehe Mainluststraße 12. | 1887                                                                                   |       |
| Wilhelm-Leuschner-Straße 16-18                                      |                                               | Wilhelm-Leuschner-Straße 16/18 Lage | Mietshäuser mit Neurenaissancefassaden. | 1890                                                                                   |       |
| Windmühlstraße 1 (Untermainkai 33)                                  | Ehemaliges Kochkunstmuseum                    | Windmühlstraße 1 LageFlur: 82, Flurstück: 25/9 | Geschäftshaus (ursprünglich Internat) für den Internationalen Verband der Köche nach Entwurf von Franz Josef Vietze und Wilhelm Helfrich auf L-förmigem Grundriss mit repräsentativen Neobarockfassaden aus rotem Sandstein; Ostbalkon mit allegorischen Statuen von Franz Josef Vietze. Dach nach Kriegsschäden geringfügig vereinfacht. | 1908                                                                                   |       |